# Ailly-le-Haut-Clocher
Ailly-le-Haut-Clocher település Franciaországban, Somme megyében. Lakosainak száma 1021 fő (2022. január 1.). Ailly-le-Haut-Clocher Brucamps, Buigny-l’Abbé, Cocquerel, Domqueur, Ergnies, Francières, Long, Villers-sous-Ailly és Bussus-lès-Yaucourt községekkel határos.

## Népesség
A település népességének változása:
| Lakosok száma | 757  | 801  | 809  | 863  | 935  | 950  | 966  | 997  | 1002 | 1021 |
|               | 1968 | 1982 | 1990 | 2006 | 2013 | 2015 | 2017 | 2019 | 2020 | 2022 |